# Mycolicibacterium
Genre
Mycolicibacterium est un genre de Mycobactéries créé en 2018 à la suite de la révision du genre Mycobacterium par R.S. Gupta et al. Cette création a été reprise par une publication dans l'IJSEM, validant ainsi les nouveaux noms binomiaux.

## Liste d'espèces

### Selon laLPSN
Provisoirement surnommé « clade Fortuitum-Vaccae » par ses auteurs, ce nouveau taxon est le plus grand des quatre nouveaux genres créés à cette occasion. Il est plus éloigné que Mycolicibacter et Mycolicibacillus du nouveau genre Mycobacterium, et se compose en quasi-totalité d'espèces auparavant classées dans ce dernier (à l'exception de M. stellarae) :
- Mycolicibacterium fortuitum (da Costa Cruz 1938) Gupta et al. 2018 comb. nov. : espèce type de description du genre
  - Mycolicibacterium fortuitum subsp. acetamidolyticum (Tsukamura et al. 1986)
  - Mycolicibacterium fortuitum subsp. fortuitum (da Costa Cruz 1938)
- Mycolicibacterium agri (Tsukamura 1981) Gupta et al. 2018 comb. nov.
- Mycolicibacterium aichiense (Tsukamura 1981) Gupta et al. 2018 comb. nov.
- Mycolicibacterium alvei (Ausina et al. 1992) Gupta et al. 2018 comb. nov.
- Mycolicibacterium anyengense (Kim et al. 2015) Gupta et al. 2018 comb. nov.
- Mycolicibacterium arabiense (Zhang et al. 2013) Gupta et al. 2018 comb. nov.
- Mycolicibacterium arcueilense (Konjek et al. 2016) Gupta et al. 2018 comb. nov.
- Mycolicibacterium aromaticivorans (Hennessee et al. 2009) Gupta et al. 2018 comb. nov.
- Mycolicibacterium aubagnense (Adékambi et al. 2006) Gupta et al. 2018 comb. nov.
- Mycolicibacterium aurum (Tsukamura 1966) Gupta et al. 2018 comb. nov.
- Mycolicibacterium austroafricanum (Tsukamura et al. 1983) Gupta et al. 2018 comb. nov.
- Mycolicibacterium bacteremicum (Brown-Elliott et al. 2012) Gupta et al. 2018 comb. nov.
- Mycolicibacterium boenickei (Schinsky et al. 2004) Gupta et al. 2018 comb. nov.
- Mycolicibacterium brisbanense (Schinsky et al. 2004) Gupta et al. 2018 comb. nov.
- Mycolicibacterium brumae (Luquin et al. 1993) Gupta et al. 2018 comb. nov.
- Mycolicibacterium canariasense (Jiménez et al. 2004) Gupta et al. 2018 comb. nov.
- Mycolicibacterium celeriflavum (Shahraki et al. 2015) Gupta et al. 2018 comb. nov.
- Mycolicibacterium chitae (Tsukamura 1967) Gupta et al. 2018 comb. nov.
- Mycolicibacterium chlorophenolicum (Apajalahti et al. 1986) Gupta et al. 2018 comb. nov.
- Mycolicibacterium chubuense (Tsukamura 1981) Gupta et al. 2018 comb. nov.
- Mycolicibacterium conceptionense (Adékambi et al. 2006) Gupta et al. 2018 comb. nov.
- Mycolicibacterium confluentis (Kirschner et al. 1992) Gupta et al. 2018 comb. nov.
- Mycolicibacterium cosmeticum (Cooksey et al. 2004) Gupta et al. 2018 comb. nov.
- Mycolicibacterium crocinum (Hennessee et al. 2009) Gupta et al. 2018 comb. nov.
- Mycolicibacterium diernhoferi (Tsukamura et al. 1983) Gupta et al. 2018 comb. nov.
- Mycolicibacterium doricum (Tortoli et al. 2001) Gupta et al. 2018 comb. nov.
- Mycolicibacterium duvalii (Stanford & Gunthorpe 1971) Gupta et al. 2018 comb. nov.
- Mycolicibacterium elephantis (Shojaei et al. 2000) Gupta et al. 2018 comb. nov.
- Mycolicibacterium fallax (Lévy-Frébault et al. 1983) Gupta et al. 2018 comb. nov.
- Mycolicibacterium farcinogenes (Chamoiseau 1973) Gupta et al. 2018 comb. nov.
- Mycolicibacterium flavescens (Bojalil et al. 1962) Gupta et al. 2018 comb. nov.
- Mycolicibacterium fluoranthenivorans (Hormisch et al. 2006) Gupta et al. 2018 comb. nov.
- Mycolicibacterium frederiksbergense (Willumsen et al. 2001) Gupta et al. 2018 comb. nov.
- Mycolicibacterium gadium (Casal & Calero 1974) Gupta et al. 2018 comb. nov.
- Mycolicibacterium gilvum (Stanford & Gunthorpe 1971) Gupta et al. 2018 comb. nov.
- Mycolicibacterium hassiacum (Schröder et al. 1997) Gupta et al. 2018 comb. nov.
- Mycolicibacterium helvum (Tran & Dahl 2016) Gupta et al. 2018 comb. nov.
- Mycolicibacterium hippocampi (Balcázar et al. 2014) Gupta et al. 2018 comb. nov.
- Mycolicibacterium hodleri (Kleespies et al. 1996) Gupta et al. 2018 comb. nov.
- Mycolicibacterium holsaticum (Richter et al. 2002) Gupta et al. 2018 comb. nov.
- Mycolicibacterium houstonense (Schinsky et al. 2004) Gupta et al. 2018 comb. nov.
- Mycolicibacterium insubricum (Tortoli et al. 2009) Gupta et al. 2018 comb. nov.
- Mycolicibacterium iranicum (Shojaei et al. 2013) Gupta et al. 2018 comb. nov.
- Mycolicibacterium komossense (Kazda & Müller 1979) Gupta et al. 2018 comb. nov.
- Mycolicibacterium litorale (Zhang et al. 2012) Gupta et al. 2018 comb. nov.
- Mycolicibacterium llatzerense (Gomila et al. 2008) Gupta et al. 2018 comb. nov.
- Mycolicibacterium lutetiense (Konjek et al. 2016) Gupta et al. 2018 comb. nov.
- Mycolicibacterium madagascariense (Kazda et al. 1992) Gupta et al. 2018 comb. nov.
- Mycolicibacterium mageritense (Domenech et al. 1997) Gupta et al. 2018 comb. nov.
- Mycolicibacterium malmesburyense (Gcebe et al. 2017) Gupta et al. 2018 comb. nov.
- Mycolicibacterium monacense (Reischl et al. 2006) Gupta et al. 2018 comb. nov.
- Mycolicibacterium moriokaense (Tsukamura et al. 1986) Gupta et al. 2018 comb. nov.
- Mycolicibacterium mucogenicum (Springer et al. 1995) Gupta et al. 2018 comb. nov.
- Mycolicibacterium murale (Vuorio et al. 1999) Gupta et al. 2018 comb. nov.
- Mycolicibacterium neoaurum (Tsukamura 1972) Gupta et al. 2018 comb. nov.
- Mycolicibacterium neworleansense (Schinsky et al. 2004) Gupta et al. 2018 comb. nov.
- Mycolicibacterium novocastrense (Shojaei et al. 1997) Gupta et al. 2018 comb. nov.
- Mycolicibacterium obuense (Tsukamura & Mizuno 1981) Gupta et al. 2018 comb. nov.
- Mycolicibacterium oryzae (Ramaprasad et al. 2016) Gupta et al. 2018 comb. nov.
- Mycolicibacterium pallens (Hennessee et al. 2009) Gupta et al. 2018 comb. nov.
- Mycolicibacterium parafortuitum (Tsukamura 1966) Gupta et al. 2018 comb. nov.
- Mycolicibacterium peregrinum (Kusunoki & Ezaki 1992) Gupta et al. 2018 comb. nov.
- Mycolicibacterium phlei (Lehmann & Neumann 1899) Gupta et al. 2018 comb. nov.
- Mycolicibacterium phocaicum (Adékambi et al. 2006) Gupta et al. 2018 comb. nov.
- Mycolicibacterium porcinum (Tsukamura et al. 1983) Gupta et al. 2018 comb. nov.
- Mycolicibacterium poriferae (Padgitt & Moshier 1987) Gupta et al. 2018 comb. nov.
- Mycolicibacterium psychrotolerans (Trujillo et al. 2004) Gupta et al. 2018 comb. nov.
- Mycolicibacterium pulveris (Tsukamura et al. 1983) Gupta et al. 2018 comb. nov.
- Mycolicibacterium pyrenivorans (Derz et al. 2004) Gupta et al. 2018 comb. nov.
- Mycolicibacterium rhodesiae (Tsukamura 1981) Gupta et al. 2018 comb. nov.
- Mycolicibacterium rufum (Hennessee et al. 2009) Gupta et al. 2018 comb. nov.
- Mycolicibacterium rutilum (Hennessee et al. 2009) Gupta et al. 2018 comb. nov.
- Mycolicibacterium sarraceniae (Tran & Dahl 2016) Gupta et al. 2018 comb. nov.
- Mycolicibacterium sediminis (Zhang et al. 2013) Gupta et al. 2018 comb. nov.
- Mycolicibacterium senegalense (Chamoiseau 1973) Gupta et al. 2018 comb. nov.
- Mycolicibacterium septicum (Schinsky et al. 2000) Gupta et al. 2018 comb. nov.
- Mycolicibacterium setense (Lamy et al. 2008) Gupta et al. 2018 comb. nov.
- Mycolicibacterium smegmatis (Trevisan 1889) Gupta et al. 2018 comb. nov.
- Mycolicibacterium sphagni (Kazda 1980) Gupta et al. 2018 comb. nov.
- Mycolicibacterium stellerae Nouioui et al. 2019
- Mycolicibacterium thermoresistibile (Tsukamura 1966) Gupta et al. 2018 comb. nov.
- Mycolicibacterium tokaiense (Tsukamura 1981) Gupta et al. 2018 comb. nov.
- Mycolicibacterium tusciae (Tortoli et al. 1999) Gupta et al. 2018 comb. nov.
- Mycolicibacterium vaccae (Bönicke & Juhasz 1964) Gupta et al. 2018 comb. nov.
- Mycolicibacterium vanbaalenii (Khan et al. 2002) Gupta et al. 2018 comb. nov.
- Mycolicibacterium vulneris (van Ingen et al. 2009) Gupta et al. 2018 comb. nov.
- Mycolicibacterium wolinskyi (Brown et al. 1999) Gupta et al. 2018 comb. nov.

Ces nouveaux noms binomiaux sont des synonymes. Comme l'ont souligné plusieurs microbiologistes spécialistes, l'usage des anciens noms binomiaux (avec « Mycobacterium » à la place de « Mycolicibacterium ») est toujours admis,.